# 李東陽內閣
李東陽內閣成立於正德元年十月十三日（1506年10月28日），結束於正德七年十二月二十七日（1513年2月2日）。是明武宗統治下的第二個內閣，由時任少傅、太子太傅兼柱國李東陽組閣。
李東陽內閣任內，劉瑾橫行霸道，次輔焦芳、吏部尚書張綵與劉瑾在朝內外勾結陷害排除異己，并打壓百官。李東陽與楊廷和雖在其中盡力周旋，卻也不過是些許抵制補救而已。正德五年（1510年）八月，楊廷和拉攏常年与刘瑾不合的宦官張永合作揭發劉瑾罪狀，劉瑾伏誅。楊廷和因功晋升為少傅、太子太傅兼謹身殿大學士，儼然成為內閣的實質領袖。
正德七年十二月二十七日，李東陽請辭獲准；同日由次輔楊廷和繼任內閣首輔。

## 組閣過程
正德元年十月十三日，劉健內閣在劉瑾彈劾案中失利，劉健提請内閣總辭，武宗令次輔李東陽留任並接手組閣。十月十七日，武宗召依附劉瑾的吏部尚書焦芳與清議派的吏部左侍郎王鏊同時入閣，以平衡各方政治勢力，李東陽內閣正式成形。

## 內閣成員
| 職位         | 姓名   | 備注 |
| ------------ | ------ | --- |
| 首輔         | 李東陽 | 劉健內閣續任 |
| 次輔         | 焦芳   | 本為文淵閣大學士，正德元年十二月晉升武英殿大學士，次年晉升謹身殿大學士，正德四年（1509年）晉升華蓋殿大學士，次年辭職 |
| 次輔         | 楊廷和 | 正德二年（1507年）入閣，同年晉升文淵閣大學士，正德五年（1510年）晉升武英殿大學士，同年晉升謹身殿大學士               |
| 大學士       | 王鏊   | 正德元年十二月晉升文淵閣大學士，次年晉升武英殿大學士，正德四年辭職                                                   |
| 文淵閣大學士 | 劉宇   | 正德四年入閣，同年辭職                                                                                               |
| 文淵閣大學士 | 曹元   | 正德五年入閣，同年辭職                                                                                               |
| 文淵閣大學士 | 梁儲   | 正德五年入閣 |
| 文淵閣大學士 | 劉忠   | 正德五年入閣，次年辭職                                                                                               |
| 文淵閣大學士 | 費宏   | 正德六年入閣，次年晉升武英殿大學士                                                                                   |

## 任內事蹟
- 正德五年（1510年）四月，安化王朱寘鐇發起叛亂，楊廷和等起草赦免詔書，請求提拔時稱或已叛逆的邊將仇鉞，以離間叛軍，仇鉞遂將朱寘鐇逮捕并呈于朝廷[21]。
- 正德六年（1511年），劉六、劉七在直隸霸州起事，攻占束鹿縣城。楊一清舉薦馬中錫前往征討，楊廷和則稱其只是文人，不能勝任；後來馬中錫果然不能平寇。楊廷和遂奏請武宗逮捕馬中錫入獄，改以陸完代替，并斬殺原來接受賄賂縱容流寇的參將桑玉[22]，從而軍威大振，平定亂事[23]。
- 正德七年十一月，內閣舉薦右都御史彭澤總制軍務，同總兵時源出兵漢中[24]，最終弭平為時多年的川蜀盜亂[25]。